# Астапов, Василий Павлович
Васи́лий Па́влович Аста́пов (22 апреля 1918 года, Грозный — 14 августа 2008 года, Санкт-Петербург) — советский и российский скульптор, поэт, член Союза художников СССР, Заслуженный художник Российской Федерации, лауреат Государственной премии имени РСФСР имени Репина, действительный член Петровской академии наук и искусств. Участник советско-финской и Великой Отечественной войн.

## Биография
Родился в Грозном в 1918 году. В 1937 году стал студентом скульптурного отделения Одесского художественного училища. В 1939 году был призван в армию, участвовал в советско-финской и Великой Отечественной войнах, был удостоен боевых наград.
В 1946 году из-за критики постановления оргбюро ЦК ВКП(б) «О журналах „Звезда“ и „Ленинград“» был репрессирован и провёл в лагерях несколько лет.
В 1960 году окончил скульптурный факультет Института живописи, скульптуры и архитектуры имени Ильи Репина. Его преподавателями были профессора В. А. Синайский и М. К. Аникушин.

## Творчество
Астапов работал в жанре портретной скульптуры. В своём творчестве он использовал гранит, гипс, глину, мрамор, песчаник, бронзу. Среди его работ скульптуры «Анна Ахматова», «Михаил Дудин», «Михаил Светлов», «Пабло Неруда». До середины 1960-х годов представлял на выставках Чечено-Ингушетию. Его работы экспонировались на многих всероссийских и международных выставках. В 1981 году за серию скульптурных портретов «Наш современник» был удостоен Государственной премии РСФСР.
В жизни Астапова был период, когда он заинтересовался индийской тематикой. Василий Павлович встречался со Святославом Рерихом. Им были созданы скульптурные портреты Николая Константиновича и Святослава Николаевича Рерихов. Также он запечатлел в скульптуре видных деятелей политики и культуры Индии: Индиру Ганди, Рабиндраната Тагора, Джавахарлала Неру, Мохандаса Карамчанда Ганди. В 2017 году известный петербургский скульптор Сергей Васильевич Астапов, сын Василия Астапова, передал в дар музею-усадьбе Н. К. Рериха в Изваре коллекцию скульптурных портретов, посвящённых Индии, созданных своим отцом.
Учениками Астапова были Заслуженный деятель искусств Чечено-Ингушской АССР, Заслуженный художник РСФСР (1972) Иван Дмитриевич Бекичев и Заслуженный деятель искусств Чеченской Республики, почётный член Союза художников России Дака Джабраилов.

## Награды
- Орден Отечественной войны II степени (06.04.1985)[6];
- Медаль «За отвагу» (1943)[7];
- Государственная премия РСФСР имени И. Е. Репина (1981)[1];
- Заслуженный художник Российской Федерации[1] (1997).